# Ball del ciri
El ball del ciri és un ball de sis parelles, de caràcter seriós i greu, en què hom duu ciris, rams i almorratxes.
Les balladores van amb vestit negre i mantellina blanca, i els balladors, amb gambeto i barret de copa. Constituïa una cerimònia de traspàs d'atributs, simbolitzats pel ram i el ciri, quan eren fets canvis de càrrec d'administrador d'altar. El moviment d'entrar i sortir oposadament els balladors i les balladores origina la figura d'estrella de 12 raigs igual que a la primera part de la dansa de Castellterçol. En consta l'existència des del segle xviii.
L'estructura coreogràfica del ball es concreta en:
- Passeig d'entrada: permet la col·locació de les parelles participants.
- Ball: executat generalment per les parelles de confrares sortints i els entrants. Més dedicat als sortints
- Relleu de càrrecs: traspàs dels símbols emblemàtics i distintius de la confraria, sigui almorratxes, ciris o rams, que els confrares sortints entreguen als entrants.
- Ball: en aquest cas liderat per les parelles entrants que han accedit al càrrec.
- Passeig de sortida: pot anar precedit per la realització d'algunes evolucions conjuntes de lluïment.

Era propi de la plana de Vic, les Guilleries i el Moianès, i ha perdurat, sobretot, a Castellterçol.